# 腐敗の防止に関する国際連合条約

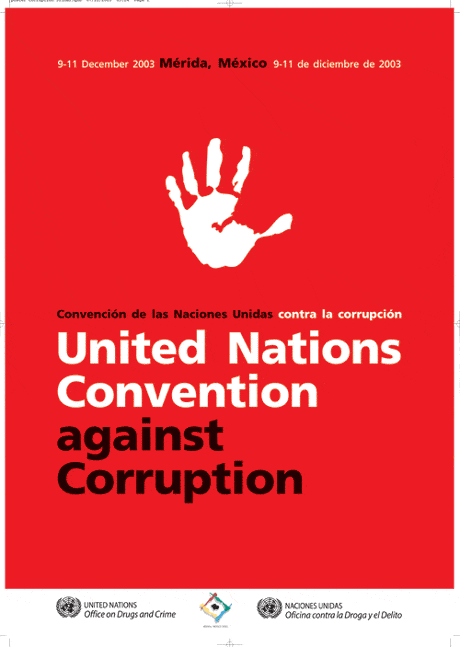

腐敗の防止に関する国際連合条約（ふはいのぼうしにかんするこくさいれんごうじょうやく、英語: United Nations Convention against Corruption）は、組織や個人の汚職や腐敗行為から生じる経済犯罪を防止するために設置された条約。略称は国際連合腐敗防止条約（こくさいれんごうふはいぼうしじょうやく）。

## 沿革
民主主義や公正な競争、組織犯罪・テロの防止策、法の支配、人権、生活水準などが、腐敗による横領、粉飾決算、資金洗浄、贈収賄、汚職などの経済犯罪によって脅かされることを懸念し、2003年10月、メキシコのメリダで開催の国際連合総会において採択された。
同条約は国際的な組織犯罪の防止に関する国際連合条約（2000年）を補完する役割を担っており、この2つの条約の執行及び締約国の監視は国連薬物犯罪事務所が行い、国連腐敗防止条約加盟団体会議（英: CoSP; Conference of the States Parties to the United Nations Convention against Corruption）がほぼ2年毎に開催されている。
2004年6月の国連グローバル・コンパクト代表会議の結果、同条約はグローバル・コンパクトの10原則に組み込まれることとなった。
2014年12月、国際連合安全保障理事会は本条約及び国際組織犯罪防止条約等関連条約の加入・批准、実施を求める附帯決議を行っている。
国連腐敗防止条約加盟団体会議は、2017年11月に開催された。

## 加盟状況

批准国・加入国
未批准国
未署名国

批准済の団体は、2024年12月現在、法人として加盟した欧州連合、国際連合加盟国のうちの191カ国、及びクック諸島、パレスチナ、バチカン市国である（加入を含む）。
署名済の団体は、2024年12月現在、欧州連合及び国連加盟国193か国のうちの140カ国、クック諸島、パレスチナ、バチカン市国である。
署名はしているが未だ批准していない国家は、人口100万人以上の国においてはシリアのみで、その外には存在しなくなった。（日本国については2017年7月に受諾した）。
未署名の国は、朝鮮民主主義人民共和国、エリトリア、サンマリノ、モナコ、アンドラ公国など8カ国。

### 日本での状況
参議院外交防衛委員会の議決を経て、2006年6月2日に国会両院で条約の締結が承認されたのち、批准に向けた審議は主に参議院で行われていた。2009年4月には政府開発援助等に関する特別委員会の議題となり、また7月には国際・地球温暖化問題に関する調査会において、外務大臣官房参事官に対する聴取が行われた。
国連安全保障理事会は2014年12月、当時の日本を含む未批准国の批准を促すため、附帯決議を行った。
その後、安倍晋三内閣の下で組織的な犯罪の処罰及び犯罪収益の規制等に関する法律（組織犯罪処罰法）が改正のためにテロ等準備罪が新設され、2017年6月15日に条約を実施するための国内法改正法が国会で可決成立し、本条約は同年7月11日、国際連合事務総長に受諾書が寄託された。これにより本条約は、日本国については同年8月10日に効力及び拘束力が発生した。

## 条約の構成
ウィキソースには、腐敗の防止に関する国際連合条約の原文があります。
条約は71カ条で前文と8章からなる。同条約では腐敗の主体は公職、公務員、外国公務員、国際公務員などの他、民間の法人・個人なども含む。
- 第1章　一般規定　（第1条より第4条）
- 第2章　防止措置　（第5条より第14条）

腐敗行為を防止するための独立の機関を1または2つ以上設けたうえ、当該機関の連絡先を国連事務総長宛へ報告すること（第6条）、民間の腐敗行為の防止のため会計及び監査の基準を強化すること（第12条）、資金洗浄を防止するため受益者（受益所有者、実質的支配者ともいう。）の身元確認、記録保存並びに疑わしい取引の報告を求めることに重点を置くこと（第14条）などを規定。
- 第3章　犯罪化及び法執行　（第15条より第44条）
- 第4章　国際協力　（第43条より第49条）

批准・受諾・承認・加入の寄託の際は、条約を実施するための指定中央当局、自国が受け入れることができる1又は2以上の言語、また、この条約を他の締約国との間における犯罪人引渡しに関する協力のための法的根拠とするか否かを国際連合事務総長に通報しなければならない。締結後には、締約国間の法律上の相互援助を拒否する場合にはその理由を示さなければならない。
- 第5章　財産の回復　（第51条約第59条）
- 第6章　技術協力と情報交換　（第60条より第62条）
- 第7章　条約の実施のための仕組み　（第63より第64条）

腐敗行為の防止に関する政策の策定及び立案についての能力を構築すること、また国連薬物犯罪事務所を通じて開発途上国における計画及び事業に協力することなどについて規定している（第60条）。
- 第8章　最終規定　（第65条より第71条）

条約に定める義務の履行を確保するため、自国の国内法の基本原則に従い必要な立法上及び行政上の措置などをとるよう規定されている（第65条）。

## 関連文献
ウィキソースには、国際連合腐敗防止条約の原文があります。
- CONVENTION AGAINST CORRUPTION (PDF) , United Nations. 2003.10.31
- GENERAL ASSEMBLY ADOPTS UN CONVENTION AGAINST CORRUPTION, OPENS TREATY FOR SIGNATURE AT HIGH-LEVEL CONFERENCE IN MERIDA, MEXICO, 9-11 DECEMBER (PDF) , United Nations. 2003.10.31
- 国際商取引における外国公務員に対する贈賄の防止に関する条約（OECD外国公務員贈賄防止条約）の概要 - OECD・外務省。2010年。
- 安全保障理事会決議 2195（2014） (PDF) 、国際連合安全保障理事会、平成26年12月19日。国連広報センター訳。
- Resolution 2195 (2014) (PDF) 、United Nations Security Council,2014.12.19.
- Security Council, Adopting Resolution 2195 (2014), Urges International Action to Break Links between Terrorists, Transnational Organized Crime (PDF) , United Nations. 2014.12.19